# Kirill Anatoljewitsch Kolzow
Kirill Anatoljewitsch Kolzow (russisch Кирилл Анатольевич Кольцов; * 1. Februar 1983 in Tscheljabinsk, Russische SFSR) ist ein russischer Eishockeyspieler, der zuletzt für Awtomobilist Jekaterinburg in der Kontinentalen Hockey-Liga spielte.

## Karriere
Kolzow begann seine Karriere beim HK Traktor Tscheljabinsk. Nach einem Jahr in Kanada bei den Streetsville Derbys kehrte er nach Russland zurück und spielte bis 2003 bei HK Awangard Omsk. Beim CHL Import Draft 2000 wurde er in der ersten Runde von den London Knights als 40. Spieler gezogen, blieb aber Russland. Im NHL Entry Draft 2002 wurde er in der zweiten Runde an insgesamt 49. Stelle von den Vancouver Canucks ausgewählt. Im Jahr 2003 wechselte er zu deren Farmteam, den Manitoba Moose, in die American Hockey League, wo er in seiner Debütsaison punktbester Verteidiger seiner Mannschaft wurde. Nach der Saison 2004/05 ging der Linksschütze wieder zu seinem Heimatverein zurück und spielte dort bis 2007 in der Superliga. Anschließend erfolgte der Wechsel zu Salawat Julajew Ufa, für die er bis 2011 spielte und 2008 sowie 2011 die Russische Meisterschaft gewann.
Im Juli 2011 wurde Kolzow vom SKA Sankt Petersburg verpflichtet, kehrte aber nach einem Jahr zu Salawat zurück. In den folgenden Spieljahren gehörte er regelmäßig zu den tor-  und punktbesten Verteidigern der KHL und wurde daher mehrfach für das  KHL All-Star Game nominiert.
Im Dezember 2015 wechselte er innerhalb der KHL zu Torpedo Nischni Nowgorod, im Mai 2016 dann zum HK Traktor Tscheljabinsk. Zwischen Dezember 2017 und Mai 2018 spielte er für den HK Spartak Moskau in der Kontinentalen Hockey-Liga.

### International
Kolzow nahm an der U18-Weltmeisterschaft 2001 und der U20-Weltmeisterschaft 2003 teil und wurde jeweils Weltmeister. Bei der Weltmeisterschaft 2006 erreichte er mit der russischen Eishockeynationalmannschaft den fünften Platz.

## Erfolge und Auszeichnungen
- 2001 Goldmedaille bei der U18-Junioren-Weltmeisterschaft
- 2001 Bester Verteidiger der U18-Junioren-Weltmeisterschaft
- 2001 All-Star-Team der U18-Junioren-Weltmeisterschaft
- 2003 Goldmedaille bei der U20-Junioren-Weltmeisterschaft
- 2008 Russischer Meister mit Salawat Julajew Ufa
- 2011 Gagarin-Pokal-Gewinn mit Salawat Julajew Ufa
- 2011 KHL First All-Star Team
- 2012 KHL All-Star Game
- 2014 KHL All-Star Game
- 2015 KHL All-Star Game
- 2017 KHL All-Star Game

## KHL-Statistik
(Stand: Ende der Saison 2016/17)